# Lago Overland
El lago Overland  es un lago glaciar situado en las montañas Ruby, en el condado de Elko, en el noreste de Nevada, Estados Unidos. Se encuentra justo en la cabecera del cañón Overland, a una altitud de 2880 metros sobre el nivel del mar. Tiene una superficie de 6,1 hectáreas y una profundidad máxima de 17 metros. 
El lago Overland Lake es la principal fuente de Overland Creek, que después de salir de las montañas fluye hacia Ruby Valley.  Originalmente se llamó lago Marian, nombre dado por el geólogo Clarence King, que era el nombre de su hermana, y fue el tema de varias pinturas y fotografías famosas.  Este nombre, sin embargo, se perdió, y el nombre del lago se asoció con el de la ruta Central Overland, que pasa cerca.